# 拉蒙蒂鎮區 (密蘇里州佩蒂斯縣)
拉蒙蒂鎮區（英語：La Monte Township）是位於美國密蘇里州佩蒂斯縣的一個行政鎮區。

## 地方資料
拉蒙蒂鎮區的面積為94.32平方千米，當中陸地面積為93.74平方千米，而水域面積為0.58平方千米。根據2020年美國人口普查的數據，當地共有人口1431人，而人口密度為每平方千米15.17人。